# Velevrub malířský
Velevrub malířský (Unio pictorum) je druh středně velkého sladkovodního mlže z čeledi velevrubovití.
Jeho skořápka byla v minulosti používána jako nádoba vhodné velikosti a tvaru pro umělcovy barvy.

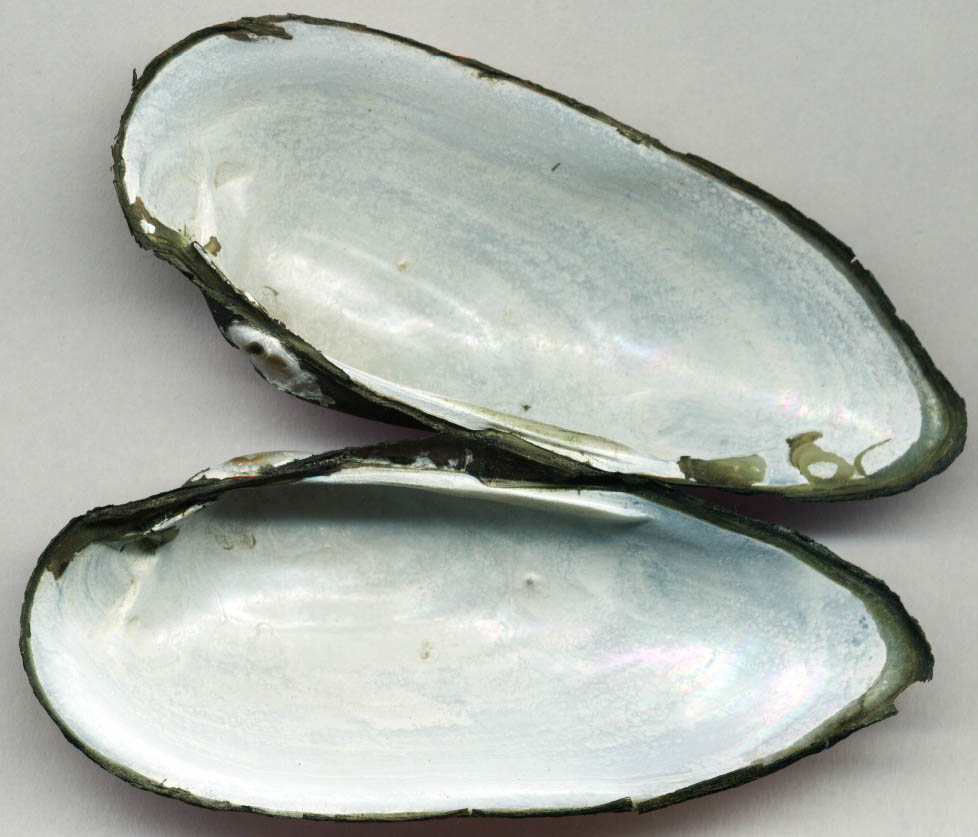
vnitřní strana lastur

## Rozšíření a biotop
Je rozšířen především v oblastech pomalejších toků a nádrží v Evropě a na Sibiři.

## Rozšíření a stupeň ohrožení
- je uveden v červeném seznamu IUCN – málo dotčený (LC)[2]

- Česko

ohrožení druhu v Česku

  - Stupeň ohrožení v Česku je málo dotčený (LC)[3][4]
  - Vyhláška 395/1992 Sb. ve znění vyhl. 175/2006 Sb. – druhy kriticky ohrožené (uveden pouze ve vyhlášce 395/1992 Sb.). Ve vyhlášce je význam tohoto druhu ve srovnání s jinými velevruby v Česku nadhodnocen, ale může sloužit např. jako určitý deštníkový druh pro obecnou ochranu přírody.[zdroj?]

- Německo
  - ohrožený (gefährdet).[5]
  - Uveden jako zvláště chráněný druh v příloze 1 Spolkového nařízení o ochraně druhů.
- Nizozemsko – ano[6]
- Rusko
  - Sverdlovská oblast – ano[7]
- Slovensko – není uveden v červených seznamech
- Švédsko – není příliš běžný, roztroušené populace